# إيهور كهارتاين
ايهور كهارتاين (بالأوكرانية: Харатін Ігор Ігорович) (2 فبراير 1995 في أوكرانيا - ) هو لاعب كرة قدم أوكراني في مركز الوسط. شارك مع منتخب أوكرانيا تحت 16 سنة لكرة القدم ومنتخب أوكرانيا تحت 17 سنة لكرة القدم ومنتخب أوكرانيا تحت 18 سنة لكرة القدم ومنتخب أوكرانيا تحت 19 سنة لكرة القدم. أما مع النوادي، فقد لعب مع دينامو كييف ونادي ميتاليست خاركيف.

## روابط خارجية
- إيهور كهارتاين على موقع الاتحاد الأوربي (الإنجليزية)
- إيهور كهارتاين على موقع اتحاد أوكرانيا (الإنجليزية)
- إيهور كهارتاين على موقع قاعدة بيانات كرة القدم.إي يو (الإنجليزية)
- إيهور كهارتاين على موقع ناشيونال فوتبول تيمز (الإنجليزية)
- إيهور كهارتاين على موقع Soccerway.com (الإنجليزية)
- إيهور كهارتاين على موقع عالم كرة القدم.نت (الإنجليزية)
- إيهور كهارتاين على موقع AS.com (الإسبانية)